# Африканцы на острове Святой Елены
Африканцы на острове Святой Елены (англ. African Saint Helenians) — этническая группа лиц африканского происхождения, проживающая на острове Святой Елены. По данным доклада ЦРУ африканцы на острове Святой Елены составляют 50% от всего населения.

## История
Предки большей части африканцев острова Святой Елены были привезены на острова как рабы для сельскохозяйственных работ Британской Ост-Индской компанией. По переписи, проведенной в 1723 году на острове было зарегистрировано 1110 жителей, в том числе 610 чернокожих рабов. В 1792 году губернатор Роберт Паттон объявил запрет на торговлю рабами на острове. По переписи 1817 года было зарегистрировано 6150 жителей, из которых 1540 были чернокожими рабами и около 500 были вольноотпущенниками. В следующем году губернатор Хадсон Лоу инициировал освобождение рабов. После Рождества 1818 года, каждый новорожденный ребенок рабов считался свободным человеком, однако его родители оставались рабами до самой смерти. В 1840 году на острове была оборудована британская военно-морская база, созданная для борьбы с работорговлей. С 1840 по 1849 год на острове было высажено более 15 000 освобожденных рабов, которые были известны как «освобожденные африканцы». Однако, большая часть из них вернулась в Африку.

## Современное положение
В настоящее время на островах Святой Елены, Вознесения и Тристан-да-Кунья проживает 3864 человек африканского происхождения, что составляют 50% населения страны. Подавляющее большинство из них христиане, есть незначительное количество мусульман.